# The Order (film 2024)
The Order è un film del 2024 diretto da Justin Kurzel.
È ispirato alla storia dell'organizzazione terroristica neonazista conosciuta come The Order, attiva negli Stati Uniti d'America nel corso degli anni 80. Il film è basato sul saggio del 1989 intitolato The Silent Brotherhood di Kevin Flynn e Gary Gerhardt.

## Trama
Nel 1983 un agente dell'FBI è il solo a notare un filo comune in una serie di rapine, contraffazioni ed esplosioni di ordigni nell'area del nord-ovest Pacifico, e si dedica a dimostrare che questi eventi non sono opera di qualche criminale comune ma di un gruppo di estremisti di destra altamente organizzato e motivato, col dichiarato obiettivo di muovere guerra al governo degli Stati Uniti.

## Promozione
Il trailer del film è stato rilasciato il 10 ottobre 2024 da Vertical, azienda che ha acquisito i diritti del film negli Stati Uniti d'America.

## Distribuzione

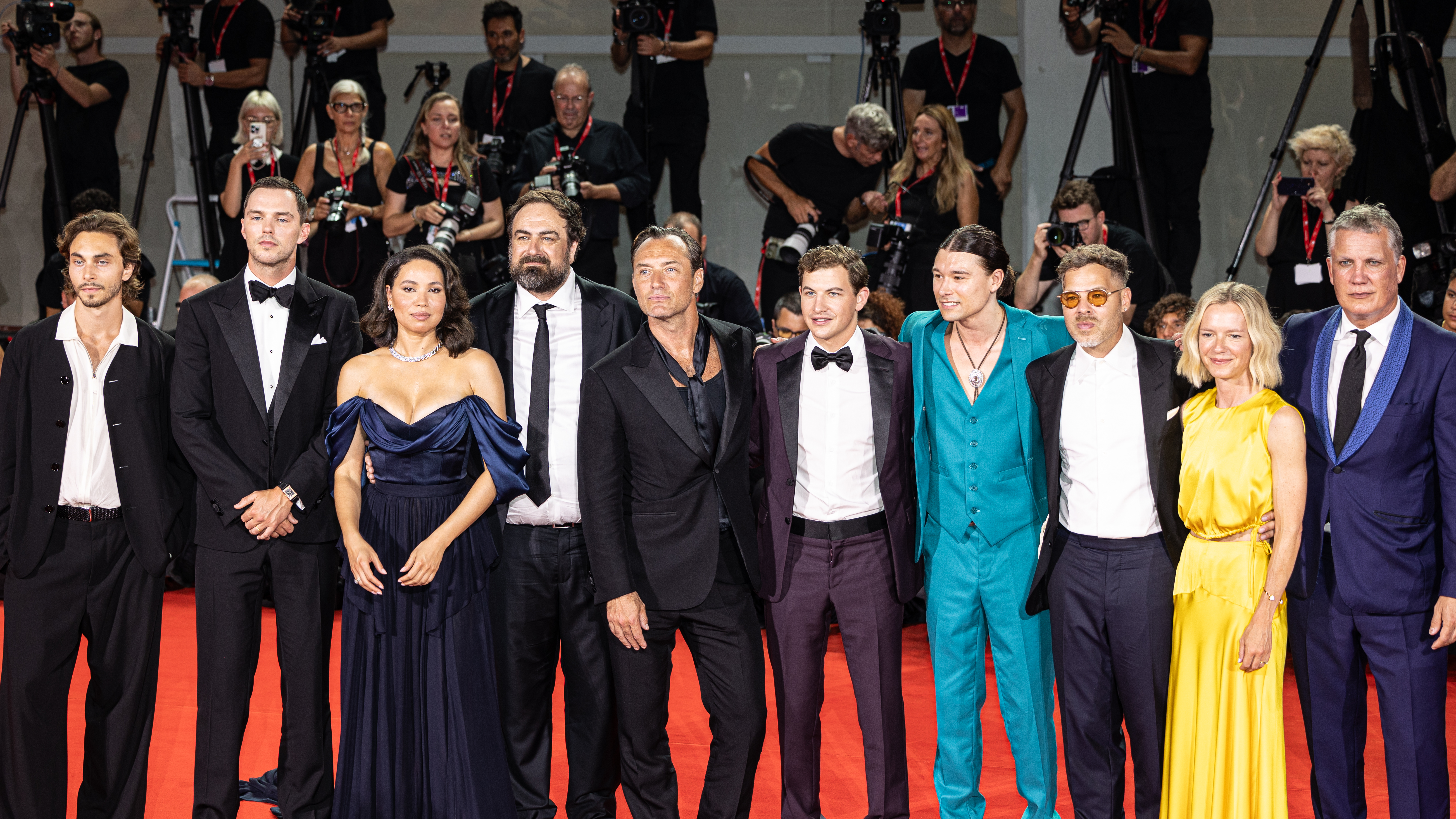
Il cast del film alla 81ª Mostra internazionale d'arte cinematografica di Venezia

The Order è stato presentato in anteprima assoluta alla 81ª Mostra internazionale d'arte cinematografica di Venezia il 31 agosto 2024, dove è stato in concorso per il Leone d'oro.
La pellicola è stato successivamente distribuita in un numero ristretto di sale nordamericane a partire dal 6 dicembre 2024, nonostante le preoccupazioni di Vertical nel distribuire la visione in streaming a causa del tema politico trattato all'interno del film, vista la vicinanza alle elezioni presidenziali negli Stati Uniti d'America tenute solamente un mese prima dell'uscita del film.
L'edizione italiana di The Order venne distribuita su Amazon Prime Video il 6 febbraio 2025.

## Accoglienza

### Incassi
Il film ha incassato 2010901 $ in Nord America e 259453 $ nel resto del mondo, per un totale di 2270354 $.

### Critica
Il film ha ricevuto un indice di gradimento del 93% di 160 critici su Rotten Tomatoes, mentre su Metacritic il voto medio basato sulla votazione di trentasette critici è di 75 su 100.
Sergio Sozzo recensisce il film su Sentieri Selvaggi definendolo come "un ulteriore capitolo della riflessione di Kurzel sulla violenza nelle strutture comunitarie, che stavolta traccia un parallelo con la storia contemporanea degli Stati Uniti d'America".

## Riconoscimenti
- 2024 - Mostra internazionale d'arte cinematografica
  - In concorso per il Leone d'oro